# Premis Oscar de 1996
Els Premis Oscar de 1996 (en anglès: 69th Academy Awards) foren presentats el dia 24 de març de 1997 en una cerimònia realitzada al Shrine Auditorium de Los Angeles.
L'esdeveniment fou presentat, per cinquena vegada, per l'actor i comediant Billy Crystal.

## Curiositats
La pel·lícula més nominada, i gran guanyadora, de la nit fou El pacient anglès d'Anthony Minghella, que aconseguí vuit Oscars de les 12 nominacions que obtingué, entre ells millor pel·lícula, direcció, actriu secundària o música dramàtica. Únicament Fargo de Joel Coen aconseguí guanyar dos premis, millor actriu i guió original.
El productor de El pacient anglès Saul Zaentz es convertí en el productor amb més victòries a millor pel·lícula amb tres, gràcies a la victòria d'aquest fil i anteriorment de Algú va volar sobre el niu del cucut i Amadeus. Així mateix es convertí en el setè en rebre al mateix temps el premi a millor producció de l'any i el Premi Irving Thalberg.
L'actriu Frances McDormand aconseguí el premi a millor actriu, convertint-se en el primer actor/actriu en ser guardonat per una pel·lícula dirigida per la seva parella.
La compositora Rachel Portman es convertí en la primera dona en aconseguir una nominació, i posterior premi, en l'apartat de millor música - comèdia o musical.

## Premis
A continuació es mostren les pel·lícules que varen guanyar i que estigueren nominades a l'Oscar l'any 1996:
| Millor pel·lícula | Millor direcció |
| --- | --- |
| - El pacient anglès (Saul Zaentz per a Tiger Moth Productions) - Fargo (Ethan Coen per a PolyGram Filmed Entertainment i Working Title Films) - Jerry Maguire (James L. Brooks, Cameron Crowe, Laurence Mark i Richard Sakai per a Gracie Films i Vinyl Films) - Secrets & Lies (Simon Channing-Williams per a Thin Man Films) - Shine (Jane Scott per a Thin Man Films) | - Anthony Minghella per El pacient anglès - Joel Coen per Fargo - Miloš Forman per L'escàndol de Larry Flynt - Mike Leigh per Secrets & Lies - Scott Hicks per Shine |
| Millor actor | Millor actriu |
| Geoffrey Rush per Shine com a David Helfgott - - Tom Cruise per Jerry Maguire com a Jerry Maguire - Ralph Fiennes per El pacient anglès com a László Almásy - Woody Harrelson per L'escàndol de Larry Flynt com a Larry Flynt - Billy Bob Thornton per L'altre costat de la vida com a Karl Childers                                                                     | - Frances McDormand per Fargo com a Marge Gunderson - Brenda Blethyn per Secrets & Lies com a Cynthia Rose Purley - Diane Keaton per L'habitació d'en Marvin com a Bessie - Kristin Scott Thomas per El pacient anglès com a Katharine Clifton - Emily Watson per Breaking the Waves com a Bess McNeill |
| Millor actor secundari | Millor actriu secundària |
| - Cuba Gooding Jr. per Jerry Maguire com a Rod Tidwell - William H. Macy per Fargo com a Jerry Lundegaard - Armin Mueller-Stahl per Shine com a Peter Helfgott - Edward Norton per Les dues cares de la veritat com a Aaron Stampler - James Woods per Fantasmes del passat com a Byron De La Beckwith                                                                   | - Juliette Binoche per El pacient anglès com a Hana - Joan Allen per The Crucible com a Elizabeth Proctor - Lauren Bacall per L'amor té dues cares com a Hannah Morgan - Barbara Hershey per Retrat d'una dama com a Madame Serena Merle - Marianne Jean-Baptiste per Secrets & Lies com a Hortense Cumberbatch |
| Millor guió original | Millor guió adaptat |
| - Joel i Ethan Coen per Fargo - Cameron Crowe per Jerry Maguire - John Sayles per Lone Star - Mike Leigh per Secrets & Lies - Jan Sardi and Scott Hicks per Shine | - Billy Bob Thornton per L'altre costat de la vida (sobre hist. pròpia) - Arthur Miller per The Crucible (sobre obra de teatre pròpia) - Anthony Minghella per El pacient anglès (sobre hist. de Michael Ondaatje) - Kenneth Branagh per Hamlet (sobre obra de teatre de William Shakespeare) - John Hodge per Trainspotting (sobre hist. d'Irvine Welsh) |
| Millor pel·lícula de parla no anglesa | Millor cançó original |
| - Kolya de Jan Svěrák (República Txeca) - Kavkazskiy plennik de Serguei Bodrov (Rússia) - Shekvarebuli kulinaris ataserti retsepti de Nana Djordjadze Geòrgia) - Ridicule de Patrice Leconte (França) - Søndagsengler de Berit Nesheim (Noruega) | - Andrew Lloyd Webber (música); Tim Rice (lletra) per Evita ("You Must Love Me") - Barbra Streisand, Marvin Hamlisch, Bryan Adams i Robert John Lange (música i lletra) per L'amor té dues cares ("I Finally Found Someone") - James Newton Howard i Jud J. Friedman (música); Allan Dennis Rich (lletra) per One Fine Day ("For the First Time") - Adam Schlesinger (música i lletra) per That Thing You Do! ("That Thing You Do!") - Diane Warren (música i lletra) per Íntim i personal ("Because You Loved Me") |
| Millor banda sonora - drama | Millor banda sonora - comèdia o musical |
| - Gabriel Yared per El pacient anglès - Patrick Doyle per Hamlet - Elliot Goldenthal per Michael Collins - David Hirschfelder per Shine - John Williams per Sleepers | - Rachel Portman per Emma - Marc Shaiman per El club de les primeres esposes - Alan Menken i Stephen Schwartz per El geperut de Notre Dame - Randy Newman per James and the Giant Peach - Hans Zimmer per La dona del predicador |
| Millor fotografia | Millor maquillatge |
| - John Seale per El pacient anglès - Darius Khondji per Evita - Roger Deakins per Fargo - Chris Menges per Michael Collins - Caleb Deschanel per Volant en llibertat | - Rick Baker i David LeRoy Anderson per The Nutty Professor - Matthew W. Mungle i Deborah La Mia Denaver per Fantasmes del passat - Michael Westmore, Scott Wheeler i Jake Garber per Star Trek VIII: First Contact |
| Millor direcció artística | Millor vestuari |
| - Stuart Craig; Stephenie McMillan per El pacient anglès - Brian Morris; Philippe Turlure per Evita - Tim Harvey per Hamlet - Bo Welch; Cheryl Carasik per L'olla de grills - Catherine Martin; Brigitte Broch per Romeo + Juliet | - Ann Roth per El pacient anglès - Paul Brown per Angels & Insects - Alexandra Byrne per Hamlet - Ruth Myers per Emma - Janet Patterson per Retrat d'una dama |
| Millor muntatge | Millor so |
| - Walter Murch per El pacient anglès - Gerry Hambling per Evita - Roderick Jaynes per Fargo - Joe Hutshing per Jerry Maguire - Pip Karmel per Shine | - Walter Murch, Mark Berger, David Parker i Chris Newman per El pacient anglès - Andy Nelson, Anna Behlmer i Ken Weston per Evita - Chris Carpenter, Bill W. Benton, Bob Beemer i Jeff Wexler per Independence Day - Kevin O'Connell, Greg P. Russell i Keith A. Wester per The Rock - Steve Maslow, Gregg Landaker, Kevin O'Connell i Geoffrey Patterson per Twister |
| Millors efectes visuals | Millors efectes sonors |
| - Volker Engel, Douglas Smith, Clay Pinney i Joe Viskocil Independence Day - Scott Squires, Phil Tippett, James Straus i Kit West per Dragonheart - Stefen Fangmeier, John Frazier, Habib Zargarpour i Henry La Bounta per Twister | - Bruce Stambler per The Ghost and the Darkness - Richard L. Anderson i David A. Whittaker per Daylight - Alan Robert Murray i Bub Asman per Eraser |
| Millor documental | Millor curtmetratge documental |
| - When We Were Kings de Leon Gast i David Sonenberg - The Line King: The Al Hirschfeld Story de Susan W. Dryfoos - Mandela de Jo Menell and Angus Gibson - Suzanne Farrell: Elusive Muse d'Anne Belle and Deborah Dickson - Tell the Truth and Run: George Seldes and the American Press de Rick Goldsmith                                                               | - Breathing Lessons: The Life and Work of Mark O'Brien de Jessica Yu - Cosmic Voyage de Jeffrey Marvin and Bayley Silleck - An Essay on Matisse de Perry Wolff - Special Effects: Anything Can Happen de Susanne Simpson i Ben Burtt - The Wild Bunch: An Album in Montage de Paul Seydor i Nick Redman |
| Millor curtmetratge | Millor curtmetratge d'animació |
| - Dear Diary de David Frankel i Barry Jossen - De tripas, corazón d'Antonio Urrutia - Ernst & lyset de Kim Magnusson i Anders Thomas Jensen - Esposados de Juan Carlos Fresnadillo - Senza parole de Bernadette Carranza i Antonello De Leo | - Quest de Tyron Montgomery i Thomas Stellmach - Canhead'' de Timothy Hittle - La Salla de Richard Condie - Wat's Pig de Peter Lord |

## Premi Honorífic
- Michael Kidd - en reconeixement dels seus serveis a l'art de la dansa a la pantalla. [estatueta]

## Premi Irving G. Thalberg
- Saul Zaentz

## Presentadors
| Nom                                      | |
| ---------------------------------------- | --- |
| Randy Thomas                             | Anunciador dels premis                                                                                         |
| Arthur Hiller (president de l'AMPAS)     | Obertura i benvinguda                                                                                          |
| Mira Sorvino                             | Millor actor secundari                                                                                         |
| Sandra Bullock                           | Millor direcció artística                                                                                      |
| Steve Martin                             | Presentador del segment Jerry Maguire, nominada a millor pel·lícula                                            |
| Juliette Binoche                         | Millor vestuari                                                                                                |
| Beavis and Butt-Head (veu de Mike Judge) | Millors efectes de so                                                                                          |
| Courtney Love                            | Millor maquillatge                                                                                             |
| Winona Ryder                             | Presentadora del segment "Togetherness and the Movies"                                                         |
| Kevin Spacey                             | Millor actriu secundària                                                                                       |
| Claire Danes                             | Introducció a la interpretació de la cançó "That Thing You Do"                                                 |
| Holly Hunter                             | Presentadora del segment Fargo, nominada a millor pel·lícula                                                   |
| Chris Farley David Spade                 | Millor curtmetratge i millor curtmetratge d'animació                                                           |
| Julie Andrews                            | Premi Honorífic a Michael Kidd                                                                                 |
| Helen Hunt                               | Premis Tècnics i Científics                                                                                    |
| Tommy Lee Jones Will Smith               | Millor curtmetratge documental i millor documental                                                             |
| Jim Carrey                               | Millors efectes visuals                                                                                        |
| Chris O'Donnell                          | Millor so |
| Nicole Kidman                            | Presentadora d'un muntage de les millors pel·lícules i número musical Millor muntatge                          |
| Debbie Reynolds                          | Millor música - comèdia o musical                                                                              |
| Gregory Hines                            | Millor música - drama                                                                                          |
| Glenn Close                              | Presentadora del segment Shine, nominada a millor pel·lícula Introductora a la interpretació de David Helfgott |
| Tim Robbins                              | Millor fotografia                                                                                              |
| Salma Hayek                              | Introducció a la interpretació de la cançó "For the First Time"                                                |
| Michael Douglas                          | Premi Irving G. Thalberg a Saul Zaentz                                                                         |
| Sigourney Weaver                         | Presentadora del segment El pacient anglès, nominada a millor pel·lícula                                       |
| Kristin Scott Thomas Jack Valenti        | Millor pel·lícula de parla no anglesa                                                                          |
| Jennifer Lopez                           | Introducció a la interpretació de la cançó "Because You Loved Me"                                              |
| Angela Bassett                           | Presentadora del tribut "In Memoriam"                                                                          |
| Goldie Hawn Diane Keaton Bette Midler    | Millor cançó original                                                                                          |
| Kenneth Branagh                          | Presentador del segment "Shakespeare and the Movies"                                                           |
| Jodie Foster                             | Millor guió adaptat i original                                                                                 |
| Andie MacDowell                          | Presentadora del segment Secrets & Lies, nominada a millor pel·lícula                                          |
| Nicolas Cage                             | Millor actriu                                                                                                  |
| Susan Sarandon                           | Millor actor                                                                                                   |
| Mel Gibson                               | Millor direcció                                                                                                |
| Al Pacino                                | Millor pel·lícula                                                                                              |

### Actuacions
| Nom                               | Paper                        | Peça |
| --------------------------------- | ---------------------------- | --- |
| Bill Conti                        | Arranjador musical Conductor | Orquestra |
| Billy Crystal                     | Intèrpret                    | Obertura Secrets & Lies (amb el tema principal de The Brady Bunch) El pacient anglès (amb la tonada de "Wouldn't It Be Loverly" de My Fair Lady) Jerry Maguire (amb la tonada de "Victory March") Shine (amb la tonada "El vol del borinot") Fargo (amb la tonada de "My Kind of Town" de Robin and the 7 Hoods) |
| Madonna                           | Intèrpret                    | "You Must Love Me" d'Evita |
| The Wonders                       | Intèrprets                   | "That Thing You Do" de That Thing You Do |
| Celine Dion                       | Intèrpret                    | "I Finally Found Someone" de L'amor té dues cares |
| Michael Flatley Lord of the Dance | Intèrprets                   | Muntatge dels films nominats a Millor pel·lícula |
| David Helfgott                    | Intèrpret                    | "El vol del borinot" de Nikolai Rimsky-Korsakov |
| Kenny Loggins                     | Intèrpret                    | "For the First Time" de One Fine Day |
| Celine Dion                       | Intèrpret                    | "Because You Loved Me" de Up Close & Personal |

## Múltiples nominacions i premis
| Nominacions | Pel·lícula                |
| ----------- | ------------------------- |
| 12          | El pacient anglès         |
| 7           | Fargo                     |
| 7           | Shine                     |
| 5           | Evita                     |
| 5           | Jerry Maguire             |
| 5           | Secrets & Lies            |
| 4           | Hamlet                    |
| 2           | L'amor té dues cares      |
| 2           | The Crucible              |
| 2           | Emma                      |
| 2           | Fantasmes del passat      |
| 2           | Independence Day          |
| 2           | L'escàndol de Larry Flynt |
| 2           | Michael Collins           |
| 2           | Retrat d'una dama         |
| 2           | Sling Blade               |
| 2           | Twister                   |

| Premis | Pel·lícula        |
| ------ | ----------------- |
| 9      | El pacient anglès |
| 2      | Fargo             |